# Hypsiforma lambertoni
Hypsiforma lambertoni är en fjärilsart som beskrevs av Charles Oberthür 1923. Hypsiforma lambertoni ingår i släktet Hypsiforma och familjen nattflyn. Inga underarter finns listade i Catalogue of Life.